# De Jacquier de Rosée

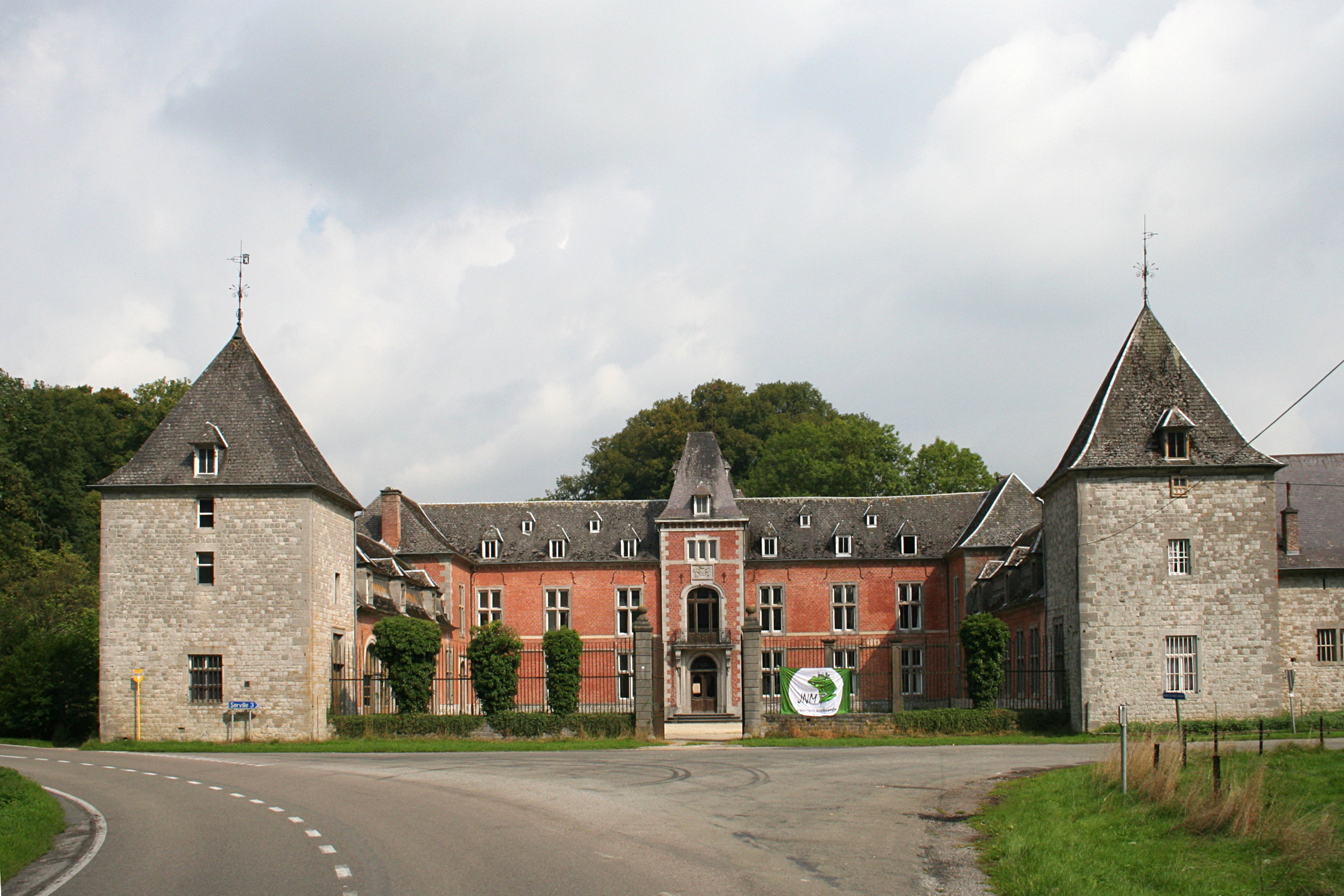
Château de la Forge, drie eeuwen de residentie van de staalindustriëlen Jacquier de Rosée

De Jacquier de Rosée is een geslacht waarvan leden sinds 1816 tot de Belgische adel behoren.

## Geschiedenis
De eerste ijzerertswinning in Anthée gebeurde al in de Romeinse tijd. Vanaf minstens de vijftiende eeuw was een familie Godart ermee bezig.
In 1646 trouwde Catherine Godart met Laurent Jacquis, en van toen af werden de industriële installaties in Anthée geleid door de familie Jacquis, weldra Jacquier genoemd. Laurent stamde uit een familie die al sinds de zestiende eeuw in de ijzerindustrie actief was, gevestigd was in Eppe-Sauvage en van wie de genealogie als volgt luidt:
- Collart Jacquis (ca. 1475), 'maître des forges' in het Noord-Franse Eppe-Sauvage, zoals zijn afstammelingen.
  - Collart Jacquis (ca. 1500).
    - Nicolas Jacquis (ca. 1530), was ook burgemeester van Eppe (1578-1591).
      - Pierre Jacquier (ca. 1554), trouwde met Catherine Colnet en was burgemeester van Rance.
        - Nicolas Jacquier (ca. 1582), trouwde met Ursula Polchet uit een andere familie van ijzerbewerkers.
          - Laurent de Jacquier (1623-1705), trouwde in 1651 met Catherine Godart en ze kregen tien kinderen. Door de aankoop van heel wat heerlijkheden (Anthée, Gochenée, Corenne, Emptinne, Gesves en Rosée) deed hij niet alleen zijn grondbezit toenemen maar dankzij de feodale titels zijn maatschappelijke status verhogen. De stichting van een klooster van kapucijnen in Charleroi (waar twee van zijn zoons binnentraden) vestigde zijn reputatie als weldoener. De opname in de adel volgde weldra. In 1705 werd hij door koning Filips V van Spanje in de adel opgenomen. 
            - Jacques-Gabriel de Jacquier (1665-1742), trouwde in 1698 met Marguerite de Robaulx en in 1708 met gravin Marie-Isabelle de Wignancourt met wie hij acht kinderen kreeg. Hij ontving in 1726 van keizer Karel VI de titel baron. Na hun huwelijk kwam het gezin het buitenverblijf van de Godarts, genaamd 'La Forge' bewonen in Anthée. Vanaf 1688 voerde hij uitbreidingswerken uit, om er een groot kasteel van te maken en begin achttiende eeuw maakte hij er een kasteel in Franse stijl van, met ervoor tuinen 'à la française'.
              - Laurent-Pierre de Jacquier (1717-1764), trouwde in 1746 met Louise de Pinteville de Monietz. Ze kregen vijf kinderen.
                - Antoine-Laurent de Jacquier de Rosée, die hierna volgt.

## Antoine-Laurent de Jacquier
Antoine-Laurent de Jacquier de Rosée (Châlons-en-Champagne, 25 maart 1747 - Anthée, 29 september 1826) was een Zuid-Nederlands edelman, industrieel en politicus. Hij was, in de familiale traditie, 'maître des forges'. In de Franse tijd werd hij lid van het Corps législatif, wat mag doen aannemen dat hij een eindweegs meestapte met de revolutie.
Hij bleef echter vooral industrieel en slaagde erin om, doorheen de moeilijke jaren van de revoluties, zijn bedrijven niet alleen in stand te houden, maar zelfs aanzienlijk uit te breiden en winstgevend te houden.
Onder het Verenigd Koninkrijk der Nederlanden was hij bij de eersten om herstel van zijn adellijke status te bekomen. In april 1816 werd hij in de erfelijke adel erkend met de titel baron, overdraagbaar bij eerstgeboorte en met benoeming in de Ridderschap van de provincie Namen.
Hij trouwde in 1766 met Emilie de Beaufort de Celles (1739-1787) van wie de moeder een Jacquier de Rosée was. Ze kregen zeven kinderen. Hij hertrouwde in 1788 met Elisabeth d'Incourt de Frechencourt (1767-1833), en ze kregen drie kinderen. Van de tien kinderen waren er drie die zorgden voor afstammelingen.

## Afstamming
De drie zonen van Antoine-Laurent die voor opvolging zorgden, hadden een uiteenlopende afstamming. De eerste doofde uit in 1809, de tweede in 1952, terwijl de derde een talrijke afstamming heeft tot heden.
- Laurent de Jacquier (1773-1809) was bataljonchef in het 112de Franse regiment. Hij trouwde met zijn nicht Antoinette de Liedekerke (†1841) en ze hadden een dochter. Hij sneuvelde op 6 juli 1809 tijdens de Slag bij Wagram.
- Stanislas de Jacquier (1782-1839) was lid van de Ridderschap van de provincie Namen. Hij trouwde met barones Henriette de Wal (1789-1815). Het was zijn achterkleinzoon Gabriel de Jacquier (1882-1952), die ervoor zorgde dat het uitgebreide archief van de familie Jacquier in het rijksarchief werd gedeponeerd. Anderzijds, na bijna 300 jaar bewoning door de familie de Jacquier, verkocht hij het kasteel in 1937, omdat het onderhouden ervan hem te zwaar woog.
- Alphonse de Jacquier (1801-1854) was nog altijd een actief industrieel, 'maître des forges' en koperslager. Hij stichtte in Moulins een klokkengieterij en werkplaatsen voor verwerking van koper, zink en messing. Hij trouwde met barones Joséphine de Goër de Herve et de Forêt (1801-1863) en ze kregen zeven kinderen.